# Långsjön (Västerfärnebo socken, Västmanland)
Långsjön är en sjö i Norbergs kommun och Sala kommun i Västmanland och ingår i Norrströms huvudavrinningsområde. Sjön är 14,5 meter djup, har en yta på 1,74 kvadratkilometer och befinner sig 62 meter över havet. Sjön avvattnas av vattendraget Svartån.

## Delavrinningsområde
Långsjön ingår i det delavrinningsområde (665247-152118) som SMHI kallar för Utloppet av Långsjön. Medelhöjden är 91 meter över havet och ytan är 25,19 kvadratkilometer. Räknas de 6 avrinningsområdena uppströms in blir den ackumulerade arean 104,84 kvadratkilometer. Svartån som avvattnar avrinningsområdet har biflödesordning 2, vilket innebär att vattnet flödar genom totalt 2 vattendrag innan det når havet efter 184 kilometer. Avrinningsområdet består mestadels av skog (72 procent) och jordbruk (11 procent). Avrinningsområdet har 1,97 kvadratkilometer vattenytor vilket ger det en sjöprocent på 7,8 procent.